# Bad Manners
Bad Manners es un grupo inglés de Ska, de la denominada "Two Tone". 

## Historia
Grupo formado hacia 1976 y en el cual cabe destacar el protagonismo del vocalista y líder del grupo, Douglas Trendle, más conocido como Buster Bloodvessel, que es un skinhead y auténtico showman en directo. Junto a él, encontramos a Louis Cook a la guitarra, a Brian Tuitt a la batería, Alan Sayag a la armónica, Paul Hyman como trompeta, Andrew Marson como saxo alto, Chris Kane como saxo tenor, Dave Farren al bajo y Martin Stewart a los teclados. 
Esta será la formación de 1980, con la cual sacarán al mercado su primer sencillo "Ne-Ne Na-Na Na-Na Nu-Nu / Holidays" y poco después su primer LP, "Ska'n'B", título que anticipa que tipo de música es la por la que están influidos, el ska y el rythm 'n' blues. Ese mismo año, en noviembre sacarán a la venta su segundo disco, "Looney Tunes". A partir de este momento, las giras por toda Europa son continuas. En 1981 grabarán su tercer álbum, "Gosh It's", último disco de Bad Manners englobado en el período Two Tone. A partir de este momento, Bad Manners seguirá editando material durante toda la década de los ochenta: "Forging Ahead" (1982), "The Height of Bad Manners" (1983), "Mental Notes" (1985), "Shake a Leg" (1987), "Eat The Beat" (1988), "Return of The Ugly (1989) y ya en los años noventa, "Fat Sound" (1992) y "Don't Knock The Balhead" (1997). 
Actualmente (2006) Bad Manners siguen dando conciertos, aunque de la formación inicial solo sobrevive Fatty "Buster" Bloodvessel.

## Discografía
- Ska 'n' B (1980)
- Loonee Tunes! (1981)
- Gosh It's... Bad Manners (1981)
- Forging Ahead (1982)
- Mental Notes (1985)
- Live and Loud (1987)
- Eat The Beat (1988)
- Return Of The Ugly (1989)
- Fat Sound (1993)
- Skinhead (1994)
- Heavy Petting (1997)
- Don't Knock The Baldhead (1997)
- Viva La Ska Revolution (1998)
- Rare and Fatty (1999)
- Stupidity (2003)
- Skinhead Love Affair (2006)

## Sencillos
- "Ne-Ne Na-Na Na-Na Nu-Nu" (Feb 1980) UK #28[1]
- "Lip Up Fatty" (Jun 1980) UK #15
- "Special Brew" (Sep 1980) UK #3
- "Lorraine" (Dec 1980) UK #21
- "Just A Feeling" (Mar 1981) UK #13
- "Can Can" (Jun 1981) UK #3
- "Walking In The Sunshine" (Sep 1981) UK #10
- "Buona Sera (Don't Be Angry)" (Nov 1981) UK #34
- "Got No Brains" (May 1982) UK #44
- "My Girl Lollipop (My Boy Lollipop)" (Jul 1982) UK #9
- "Samson And Delilah" (Oct 1982) UK #58
- "That'll Do Nicely" (Apr 1983) UK #49
- "Blue Summer" (1985)
- "Skaville UK" (May 1989)

## Recopilaciones
- "The Height of Bad Manners (1983) UK #23
- "Anthology - Bad Manners (1989)
- "Fatty Fatty (1993)
- "The Collection (1998)
- "Magnetism (2000)
- "Special Brew: The Platinum Collection (2005)